# Hujva
L'Hujva (in ucraino Гуйва?), è un fiume dell'Ucraina, affluente di destra del Teteriv e quindi parte del bacino del Dnepr.
È lungo 97 km ed ha un bacino di drenaggio di 1 505 km². Dalla sorgente scorre approssimativamente in direzione nord fino ad Andrušivka dove piega verso nordovest e prosegue con un percorso ricco di anse fino a confluire nel Teteriv.
È alimentato soprattutto dalla neve ed è solitamente ghiacciato da dicembre a marzo. 
Importanti affluenti sono il Pustoha e il Kodenka.